# Brainpower
Brainpower, de son nom civil Gerrit-Jan Mulder (né le 5 février 1975 à Anvers), est un rappeur belge naturalisé néerlandais.

## Biographie
Brainpower se fait connaître avec le tube Alles, qui se classe 6e dans les charts néerlandais. Verschil moet er zijn (2002), certifié disque d'or par la Nederlandse Vereniging van Producenten en Importeurs van beeld- en geluidsdragers, est son premier disque à atteindre le top 10 du hit-parade néerlandais des 33 tours.
Il reçoit le MTV Europe Music Award du meilleur artiste néerlandais de 2002. 

## Discographie

### Albums studio
- 2001 : Door merg en brain
- 2002 : Verschil moet er zijn
- 2005 : Even stil
- 2008 : Hard
- 2008 : Hart
- 2010 : Dub en dwars
- 2015 : Determination
- 2021 : Barlito's Way

### EP
- 2006 : Vlinders (avec Dicecream)
- 2013 : The Collabs EP

### Compilations
- 2009 : Mijn manier: 1999-2009

### Singles
- 2005 : Even stil
- 2007 : The Chosen (Assassin's Creed) (avec Intwine)
- 2008 : Boks ouwe
- 2011 : Bleedin' organz (feat. Shabazz The Disciple)
- 2011 : Mic Bizniz (feat. Yellowman)
- 2011 : Light It Up
- 2011 : People
- 2012 : Een mooi bericht (feat. Anthony Heidweiller)
- 2012 : Sometimes
- 2012 : Hing, hing, hing
- 2012 : Boxfresh (feat. Ladybug Mecca)
- 2012 : Greenhouse
- 2013 : The Universal Funk (feat. PMD)
- 2014 : Troubled Soul
- 2014 : Rock
- 2015 : Don't Let Go (feat. Keith John)
- 2015 : Nothing
- 2016 : All the Same (feat. Orange Grove)
- 2018 : Wie heeft (feat. Tommie Christiaan)
- 2018 : De bass druipt
- 2018 : Elvy (feat. Philippe Lemm Trio)
- 2018 : De beat
- 2019 : Onbetaalbaar
- 2019 : Only When Alone (feat. Midd)
- 2019 : Alleen als ik alleen ben (feat. Midd)
- 2019 : Style That We Bring (feat. Crim Dela Crim)
- 2019 : Staan
- 2019 : Lyricist
- 2019 : Can't Miss It (feat. Rollarocka)
- 2019 : Can't Stay
- 2019 : Unity (feat. The Ichiban Don & Daylyt)
- 2019 : 1999-2019
- 2020 : Type met woorden
- 2020 : Kick Snare Hi-Hat
- 2020 : De Niro in Casino
- 2020 : Iedereen zegt
- 2020 : Hart onder de riem
- 2020 : Hoopvol
- 2020 : Menselijk oordeel
- 2020 : 2001 Brain
- 2020 : Crockett en Tubbs
- 2020 : Bars
- 2020 : Tape Is Goud
- 2020 : Barnold schwarzenegger
- 2020 : Braining Day
- 2021 : Cazals en Keytars
- 2021 : Spreek
- 2021 : Dichter bij god
- 2021 : Matt Damon in Rounders
- 2021 : John Nada
- 2023 : Rap objet d'arts